# Ozero Gor'koye (saltsjö i Kazakstan, lat 54,95, long 68,95)
Ozero Gor'koye är en saltsjö i Kazakstan. Den ligger i den norra delen av landet, 400 km norr om huvudstaden Astana. Arean är 12,0 kvadratkilometer.